# ورزشگاه مختار التتش
ورزشگاه مختار التتش (عربی: ستاد مختار التتش بالجزيرة) یکی از قدیمی‌ترین ورزشگاه‌های قاره آفریقا است که در سال ۱۹۲۴ افتتاح شد. این ورزشگاه با ظرفیت ۲۰۰۰۰ تماشاگر میزبان مرحله نهایی رقابت‌های جام ملت‌های آفریقا در سال ۱۹۵۹ بود.
این ورزشگاه هم‌اکنون زمین تمرین باشگاه ورزشی الاهلی مصر است.